# Proces wtórny
Proces wtórny – mechanizm psychiczny polegający na myśleniu realistycznym. Za pomocą tego procesu ego formułuje plan zaspokojenia potrzeby zapoczątkowanej przez proces pierwotny, a następnie sprawdza go poprzez testowanie rzeczywistości. W służbie procesu wtórnego pozostają wszystkie wyższe funkcje psychiczne i intelektualne. Przykład: głodna osoba myśli, gdzie mogłaby znaleźć jedzenie, a następnie idzie do sklepu i kupuje chleb.